# 219.ª Brigada Mixta (Ejército Popular de la República)
La  219.ª Brigada Mixta fue una de las Brigadas Mixtas creadas por el Ejército Popular Regular durante la guerra civil española para la defensa de la II República Española. Estuvo presente en las batallas de Teruel, Levante y Peñarroya, si bien su actuación más destacada fue en la capital turolense.

## Historial

### Orígenes
La 219.ª Brigada Mixta se formó el 24 de agosto de 1937 en Daimiel, con mozos de los reemplazos de 1930, 1937 y 1938, aunque su organización no pudo completarse hasta entrado el mes de noviembre. El primer jefe de la unidad fue el Comandante de Infantería Manuel Pérez Garrido que, al comenzar la guerra, residía en Badajoz como capitán retirado; Pérez Garrido fue uno de los defensores de Badajoz que lograron huir a Portugal y reintegrarse a la España republicana. La Brigada se integró en la 67.ª División para pasar posteriormente a la 68.ª División del XX Cuerpo de Ejército en Ciudad Real. Estaba compuesta por los batallones 873.º, 874.º, 875.º y 876.º.

### Batalla de Teruel
La Brigada no recibió su bautismo de fuego hasta el comienzo de la batalla de Teruel, en la que tenía encomendada la misión de romper el frente por el sector de Villastar, partiendo de Manzanera. El 15 de diciembre se inició la ofensiva pero la Brigada sólo consiguió una débil penetración por Villaespesa que, días más tarde, quedaría cercada y en poder de las tropas gubernamentales. En el asalto final a Teruel, la unidad actuó en un segundo escalón en el flanco izquierdo, asaltando la plaza el día 22 de diciembre. Su actuación fue muy brillante, impidiendo que las tropas franquistas levantaran el cerco a las posiciones en las que todavía resistían las fuerzas del coronel Rey d'Harcourt, el 1 de enero de 1938. Muy quebrantada por la lucha en la ciudad y el crudo invierno, tuvo que ser retirada para su reorganización en Extremadura, aunque volvería a reintegrarse al frente turolense a principios de febrero. Una vez llegada a la zona, no se vio implicada en la batalla del Alfambra, pues sus posiciones en el sector de Valdecebros se hallaban alejadas de la acción principal. Terminada la batalla de Teruel y disuelta la 68.ª División, la brigada se reorganizó totalmente, asumiendo su mando el comandante Manuel Molino Vázquez.

### La Lucha en el Frente de Levante
La unidad quedó incorporada a la 66.ª División del XIX Cuerpo de Ejército. Al llegar los franquistas al mar, la brigada asumió la labor de contención del avance sobre Valencia en el extremo izquierdo de las líneas defensivas republicanas, es decir, en el sector más cercano a Teruel; Este sector quedó en un principio fuera del ámbito de la ofensiva franquista. Tras la caída de Castellón en junio de 1938, la Brigada se acogió a la línea XYZ en el valle del Guadalaviar, donde resistió las embestidas franquistas hasta que la batalla del Ebro paralizó las operaciones.

### Batalla de Peñarroya
En los últimos meses de la guerra, el mando de la brigada pasó a manos del Mayor de milicias Jacinto Vallejo Hinojosa mientras que la unidad pasó a quedar integrada en la 73.ª División del XVII Cuerpo de Ejército, con la que se dirigió al frente de Extremadura. El 7 de enero de 1939 se incorporó desde tierras jienenses a la batalla de Peñarroya y, el día 13, atacó infructuosamente por el área de Moritos-Mataborracha. Los combates duraron hasta el día 22, sin lograr doblegar la resistencia franquista en la zona. Lo cierto, es que esta sería la última acción bélica de la unidad, pues continuó destacada en este frente sin participar en otras acciones bélicas hasta el final de la guerra.

## Mandos
Comandantes
- Comandante de infantería Manuel Pérez Garrido
- Comandante de infantería Joaquín Ravenet Ferrándiz;[1]
- Comandante de infantería Manuel Molino Velázquez;
- Mayor de milicias Jacinto Vallejo Hinojosa;

Comisarios
- Domingo Bachera Penalva, del PSOE.[1]

Jefes de Estado Mayor
- Capitán de milicias Hernán Barros Blanqui (hasta julio de 1938);[1]
- Capitán de milicias David García Sánchez (hasta noviembre de 1938);
- Capitán de milicias Saúl Rodríguez Gil (hasta el final de la guerra);